# Amtsgericht Schorndorf
Das Amtsgericht Schorndorf ist ein Amtsgericht der ordentlichen Gerichtsbarkeit in Baden-Württemberg. Es ist ein erstinstanzliches Gericht in Zivil-, Familien- und Strafsachen sowie zuständig für das Güterrechtsregister und für alle Vollstreckungssachen, bei denen der Schuldner seinen Wohnsitz im Gerichtsbezirk hat. Es zählt zum Landgerichtsbezirk des Landgerichts Stuttgart.
Das Gericht befindet sich in den Räumen des Burgschlosses Schorndorf.
Das Amtsgericht ist zuständig für Alfdorf, Kaisersbach, Plüderhausen, Remshalden, Rudersberg, Schorndorf, Urbach, Welzheim und Winterbach.